# Plužna
Plužna este o localitate din comuna Bovec, Slovenia, cu o populație de 42 de locuitori.